# Mount Cheops
Mount Cheops ist ein über 610 m (nach Angaben des UK Antarctic Place-Names Committee rund 620 m) hoher Berg an der Graham-Küste des Grahamlands im Norden der Antarktischen Halbinsel. Er ragt 13 km südsüdöstlich des Kap García auf der Felipe-Solo-Halbinsel auf.
Der Falkland Islands Dependencies Survey kartierte ihn anhand von Luftaufnahmen der Hunting Aerosurveys Ltd. aus den Jahren von 1956 bis 1957. Das UK Antarctic Place-Names Committee benannte ihn am 7. Juli 1959 nach der Cheops-Pyramide, da er durch seine Form an dieses Bauwerk erinnert.